# Ulica Fosa Staromiejska w Toruniu
Ulica Fosa Staromiejska w Toruniu (dawniej Grabenstraße) - jedna z ulic na terenie Zespołu Staromiejskiego. Jak sama nazwa wskazuje, przebieg ulicy powiązany jest z układem dawnych murów miejskich. 

## Charakterystyka
Zgodnie z numeracją działek ul. Fosa Staromiejska rozpoczyna się od skrzyżowania z ul. Kopernika i stanowi naturalne przedłużenie ul. Pod Krzywą Wieżą. Obecna ulica Kopernika zamknięta była Bramą Starotoruńską, której miejsce zajmuje dziś skrzyżowanie ulic Kopernika i Fosa Staromiejska. 
Po wschodniej stronie ulicy znajduje się zwarta zabudowa dzielnicy staromiejskiej, po zachodniej zaś pas zieleni przechodzący w pl. Rapackiego. Niezabudowany obszar powstał po niwelacji terenu po dziewiętnastowiecznych fortyfikacjach. Po zachodniej stronie ulicy znajduje się fontanna stanowiąca pozostałość po mokrej fosie. Po kilkudziesięciu metrach po zachodniej stronie znajduje się kamienica zwana Łukiem Cezara z przebitym przejściem na ul. Piekary i ul. Różaną, a dalej w kierunku Rynku Staromiejskiego. W przeszłości pod Łukiem Cezara kursowały miejskie tramwaje. Po stronie zachodniej stoi Collegium Maximum UMK, dawny Bank Rzeszy. W dalszym swym biegu, ulica Fosa Staromiejska przebiega pomiędzy budynkami Sądu Rejonowego (wschód, Fosa Staromiejska 10a) i Collegium Minus (zachód, Fosa Staromiejska 1a). Wzniesiony w 1861 r. budynek sądu, pierwotnie służył jako szkoła. Z kolei popularna Harmonijka została wybudowana w 1936 r. jako gmach Starostwa Krajowego Pomorskiego, a obecnie mieści Wydział Humanistyczny UMK. 
Dalej ulica zakręca na północny wschód, a jednocześnie od zachodu odchodzi jednokierunkowy wlot z ul. Wały gen. Sikorskiego. Kolejno, po północnej stronie ulicy znajduje się budynek Collegium Maius (Fosa Staromiejska 3). Budynek ten wzniesiono w 1907 r., jako Szkołę Przemysłową, a później znajdował się w nim pomorski Urząd Wojewódzki. W podziemiach jednego z budynków gospodarczych znajdują się fundamenty narożnej baszty nazywanej Kocim Ogonem. Po dalszych kilkudziesięciu metrach w prawo (na południe) odchodzą ulice Piekary, Franciszkańska, a w lewo (na północ) ul. Horzycy. W dalszym ciągu ulicy stronie północnej stoi gmach dawnego Teatru Miejskiego, obecnie nazwanego imieniem Wilama Horzycy. Po przeciwnej stronie znajduje się rząd zabytkowych kamieniczek. Ulica Fosa Staromiejska przecina następnie ul. Chełmińską i po kilkudziesięciu metrach kończy swój bieg na skrzyżowaniu z ul. Podmurną na wprost baszty Koci Łeb.
Północny odcinek murów miejskich, pomiędzy narożnymi basztami Koci Łeb i Koci Ogon, pozostawał niemalże kompletny do drugiej połowy lat 80. XIX wieku. W 1889 r. zburzono Bramę Chełmińską stojącą na przecięciu obecnych ulic Chełmińskiej i Fosa Staromiejska. Dwa lata wcześniej rozebrano Basztę Koci Ogon wraz z przyległym do niej odcinkiem murów. Dwie wolnostojące baszty (według przyjętego systemu o numerach 25 i 27) uległy rozbiórce odpowiednio przy budowie: teatru (1903 r.) i Szkoły Przemysłowej (1906 r.).